# Trzcinniczek szerokobrewy
Trzcinniczek szerokobrewy (Acrocephalus bistrigiceps) – gatunek małego wędrownego ptaka z rodziny trzciniaków (Acrocephalidae). W sezonie lęgowym występuje we wschodniej Azji, zimuje w Azji południowej i południowo-wschodniej. Nie jest zagrożony.
SystematykaGatunek ten po raz pierwszy zgodnie z zasadami nazewnictwa binominalnego opisał w 1860 roku Robert Swinhoe. Autor nadał mu nazwę Acrocephalus bistrigiceps (która obowiązuje do tej pory), a jako miejsce typowe wskazał Amoy w Chinach (obecnie Xiamen). Nie wyróżnia się podgatunków. Opisano dwa podgatunki z Rosji: sachalinensis i voronovi, ale jak dotąd nie zyskały one akceptacji.
MorfologiaDługość ciała 13,5–14 cm; masa ciała 7–11 g (średnio 9,4 g). Jest podobny do trzcinniczka smugowanego (Acrocephalus sorghophilus).
Zasięg występowaniaPołudniowo-wschodnia Rosja (południowo-wschodnia Syberia, dolina Amuru, Kraj Nadmorski, Sachalin), północno-wschodnie i wschodnie Chiny, Półwysep Koreański (w niewielkiej liczbie) i Japonia (od Hokkaido na południe do Honsiu, lokalnie Kiusiu). Zimuje od północno-wschodnich Indii na wschód do południowych i południowo-wschodnich Chin oraz Tajwanu, na południe po Półwysep Malajski oraz (rzadko) północną Sumatrę.
EkologiaWiększość czasu spędza, żerując w trzcinowiskach, najczęściej blisko ziemi. Pożywienie stanowią owady i ich larwy oraz pająki. Sezon lęgowy trwa od czerwca do sierpnia.
Status zagrożeniaW Czerwonej księdze gatunków zagrożonych IUCN trzcinniczek szerokobrewy jest klasyfikowany jako gatunek najmniejszej troski (LC – Least Concern). Liczebność populacji nie została oszacowana, ale ptak ten opisywany jest jako lokalnie liczny. Ze względu na brak dowodów na spadki liczebności bądź istotne zagrożenia dla gatunku BirdLife International ocenia trend liczebności populacji jako stabilny. Tak jak w przypadku innych ptaków zamieszkujących tereny podmokłe, największym zagrożeniem dla trzcinniczka szerokobrewego jest utrata areału lęgowego spowodowana wykorzystywaniem terenów bagiennych pod uprawę ryżu i hodowlę ryb.